# 上山市立図書館
上山市立図書館（かみのやましりつとしょかん）は、山形県上山市にある公共図書館である。

## 概要
上山市域での図書館サービスは「金子文庫」に始まる。金子文庫は金子清邦の教えを後世に伝え継ぐことを目的とし、1907年8月に構想が練られた。文庫の運営費は寄付金とその利子で賄われ、1908年2月11日に開館した。
1909年9月、大正天皇（当時は皇太子）の行啓を記念し、南村山郡上山町鶴脛町に南村山郡立図書館が開館した。金子文庫は郡立図書館に内包された。1923年に南村山郡が消滅し、図書館は上山町立図書館に改名された。1945年12月に新築された市民会館へ移転し、1954年の町村合併によって上山市となってからは上山市立図書館となり、1996年6月1日に現在の場所に新築移転された。

## 施設概要
- 一般書コーナー
  - 実用書、専門書等
- 児童書コーナー
  - 絵本、紙芝居等
- 郷土・地域資料コーナー
  - 上山市出身の齋藤茂吉の出版物、市報、上山市内団体の発刊物、県内団体の発刊物などが置かれている
- 新聞・雑誌コーナー
- おはなし室
- 対面朗読室
- グループ学習室
- 視聴覚室
- AV（視聴覚）コーナー
- ヤングアダルトコーナー
  - コミック本等
- サービスカウンター
- ロッカー
- おはなし室
- 和室
- コンピューター探索機
- インターネット利用席
- 事務室
- その他設備（フリーWi-Fi）

## 所在地
山形県上山市二日町10-25

## 開館時間
- 平日・土日 9:00～19:00
- 祝日 9:00～16:30

## 休館日
- 水曜日、振替休日、12月28日～1月4日、特別整理日

## 立地
二日町プラザの5階に存在する。
- JR奥羽本線かみのやま温泉駅から徒歩8分。
- 路線バス：山交バスバス停「めんごりあ前」からすぐ。

駐車場：二日町プラザ立体駐車場（3時間まで無料）

## 歴史
- 1908年2月11日 - 開館
- 1909年 - 南村山郡立図書館が開館
- 1923年 - 上山町立図書館に改称
- 1996年6月1日 - 現在地であるショッピングセンターカミン5階に移転（現二日町プラザ5階）
- 2001年（平成12年）12月15日 - 開館時間を変更（変更前：平日10:00～18:00、土日10:00～16:30 ⇒ 変更後：一律10:00～19:00）

## 周辺
- 上山城
- 上山温泉